# چم شاهی (سلسله)
چم شاهی روستایی از توابع بخش فیروزآباد شهرستان سلسله در استان لرستان ایران است. زبان مردم این روستا لکی است.

## جمعیت
این روستا در دهستان قلائی قرار دارد و بر اساس سرشماری مرکز آمار ایران در سال ۱۳۹۵، جمعیت آن ۷۱ نفر بوده که ۳۲ نفر مرد و ۳۹ نفر زن بوده اند. این در حالی است که جمعیت این روستا در مقایسه با سرشماری سال ۱۳۸۵ ، ۲۶ نفر کاهش داشته است. روستای چم شاهی دارای ۱۴ خانوار می باشد.